# Добронадиевка
Добронади́евка (укр. Добронадіївка) — село в Попельнастовской сельской общине Александрийского района Кировоградской области Украины.
Население по переписи 2001 года составляло 824 человека. Почтовый индекс — 28054. Телефонный код — 5235. Код КОАТУУ — 3520382601.